# Anthony Giacoppo
Anthony Giacoppo (* 13. Mai 1986) ist ein ehemaliger australischer Radrennfahrer.

## Sportliche Laufbahn
Giacoppo, Sohn eines italienischen Vaters und einer niederländischen Mutter, gelangen zu Beginn seiner Karriere hauptsächlich Erfolge bei kleineren australischen Rennen. So entschied er im Jahr 2010 je eine Etappe der Perth Criterium Series und der Pemberton Classic für sich. Zur Saison 2011 erhielt Giacoppo einen Vertrag beim australischen Team Genesys Wealth Advisers. Im selben Jahr gelangen ihm Siege bei der Menzies Classic, der Shipwreck Coast Classic sowie auf einer Etappe von Goulburn–Sydney. Im Jahr 2012 wurde Giacoppo australischer Meister im Kriterium-Rennen und gewann eine Etappe der Jayco Bay Cycling Classic. Zudem erreichte er mit zwei Etappensiegen bei der Tour de Taiwan, einem Erfolg auf einem Teilstück der Tour of Borneo sowie im Prolog der Tour de Kumano seine ersten Erfolge bei Rennen des internationalen Kalenders der UCI.
2013 gewann Giacoppo  eine Etappe der Jelajah Malaysia, 2016 den Prolog, die Punktewertung sowie eine Etappe der Tour of Japan. 2018 war er beim Prolog und bei einer Etappe der Tour of China II erfolgreich.

## Erfolge
2012
- Australischer Meister - Kriterium
- zwei Etappen Tour de Taiwan
- eine Etappe Tour of Borneo
- Prolog Tour de Kumano

2013
- eine Etappe Jelajah Malaysia

2016
- Prolog, Punktewertung und eine Etappe Tour of Japan

2018
- Prolog und eine Etappe Tour of China II

## Teams
- 2011 Genesys Wealth Advisers
- 2012 Genesys Wealth Advisers
- 2013 Huon Salmon-Genesys Wealth Advisers
- 2014 Avanti Racing Team
- 2015 Avanti Racing Team
- 2016 Avanti Isowhey Sport
- 2017 Isowhey Sports Swisswellness
- 2018 Bennelong Swisswellness